# Harrisia simpsonii
Harrisia simpsonii är en kaktusväxtart som beskrevs av John Kunkel Small, Nathaniel Lord Britton och Joseph Nelson Rose. Harrisia simpsonii ingår i släktet Harrisia och familjen kaktusväxter. Inga underarter finns listade i Catalogue of Life.